# El Horizonte, Ocozocoautla de Espinosa
El Horizonte är en ort i Mexiko.   Den ligger i kommunen Ocozocoautla de Espinosa och delstaten Chiapas, i den sydöstra delen av landet, 700 km öster om huvudstaden Mexico City. El Horizonte ligger 1 276 meter över havet och antalet invånare är 213.
Terrängen runt El Horizonte är huvudsakligen kuperad, men västerut är den bergig. El Horizonte ligger uppe på en höjd. Runt El Horizonte är det ganska glesbefolkat, med 40 invånare per kvadratkilometer. Närmaste större samhälle är Las Pimientas, 10,0 km nordost om El Horizonte. I omgivningarna runt El Horizonte växer i huvudsak städsegrön lövskog.